# تیم ملی هاکی روی یخ مردان ایران
تیم ملی هاکی روی یخ ایران یک تیم ملی هاکی روی یخ است که به نمایندگی از ایران در مسابقات بین‌المللی حضور می‌یابد. این تیم که تحت سرپرستی فدراسیون اسکیت جمهوری اسلامی ایران قرار دارد خرداد ماه ۱۳۹۵ تأسیس شد و در پی عضویت در فدراسیون بین‌المللی هاکی روی یخ است.

## رده‌های سنی
۵ رده سنی در رشته هاکی روی یخ شامل زیر ۱۰ سال، ۱۴ سال، ۱۸ سال، ۲۰ سال و بالای ۲۰ سال مردان در ایران وجود دارد.

## بزرگسالان
اولین بار در بازی‌های آسیایی زمستانی ۲۰۱۷ شرکت کرد ولی به علت عدم قبول پاسپورت برخی بازیکنان دورگه نتایجش در جدول محاسبه نشد.
سه دوره در مسابقات جهانی سطح ۴ و سطح ۳ در سال‌های ۲۰۲۲ و ۲۰۲۳ و ۲۰۲۴ شرکت کرده است.
1. 2021 UAE Ice Hockey Tournament, Dubai Cup: 4-1 W (UKR) / 0-5 L (UAE All Star) / 5-10 L (UAE) / 5-2 W (KAZ) - Win Bronze
2. 2022 4 friendly Match (as Online Tire) with Gümüş Patenler SK, Ankara, Turkey (Men): 3-7 / 7-7 / 9-6 / 7-7
3. 2022 2 friendly Match with KGZ U20 (Men): Iran Senior ۳–۵
4. 2023 1st Islamic Countries Ice Hockey Championship
5. کاپ دوستانه ترکمنستان آوریل ۲۰۲۴ (اواخر فروردین و اوایل اردیبهشت ۱۴۰۳)[۴][۵]

این رقابت با حضور ده تیم در دو گروه پنج تیمی برگزار شد. تیم ملی ایران با نام آیس باکس شرکت کرد. غالب تیم های مقابل هم تیم های ملی با نام باشگاهی هستند.
- گروه یک: گالکان ترکمنستان / کلوب آیس هاکی بحرین / تیم ملی عمان / فنیکز ازبکستان / آیس باکس ایران
- گروه دو: وولات بلاروس / ترکیه کلوب ترکیه / آکمولا قزاقستان / قازان روسیه / دورودی قرقیزستان

- آیس باکس ایران ۸ - ۱ کلوب آیس هاکی بحرین
- آیس باکس ایران ۱ - ۱۳ گالکان ترکمنستان
- آیس باکس ایران ۶ - ۰ تیم ملی عمان
- آیس باکس ایران ۱ - ۶ فنیکز ازبکستان

## مسابقات کشورهای اسلامی

### ۲۰۲۴
1. ایران ۴–۷ بحرین
2. ایران ۶–۱۱ آذربایجان
3. ایران ۴–۹ بحرین

حریفان از بازیکنان غیربومی استفاده می‌کردند. هشت تیم از هشت کشورایران، مغولستان، آذربایجان، ترکیه، بحرین، لبنان، قزاقستان و تاتارستان (میزبان) در این مسابقات حضور داشتند و از ۱۱ تا ۱۵ می (۲۲تا ۲۶ اردیبهشت) در پیست یخ تاتنفت به رقابت پرداختند. از ایران تیم آیس باکس ایرانمال در این رقابتها حضور داشت و در رویارویی با رقبای آسیایی خود تجربیات خوبی کسب کرد. از اهمیت این تورنمت همین بس که تیم های شرکت کننده با تمام توان و با بیشترین لژیونر در این مسابقات حضور یافتند. آذربایجان با ۱۴ بازیکن روس و بحرین با ۶ بازیکن روس در این رقابتها حضور یافتند که نشانگر اهمیت این تورنمنت برای کشورهای شرکت کننده و علاقه آنها به کسب عنوان و افزایش تجربه بازیکنان بومی خود با بازی در کنار بهترین‌های کشور روسیه است.

## اسامی نفرات
https://www.iihf.com/en/events/2022/wmiv/teams
https://www.iihf.com/en/events/2023/wmiiib/teams
https://www.iihf.com/en/events/2022/wmiv/teams/roster/26855/islamic_republic_of_iran
https://www.iihf.com/en/events/2023/wmiiib/teams/roster/36736/iran

## زیر ۲۰ سال
تیم ملی هاکی روی یخ جوانان پسر زیر ۲۰ سال ایران اولین بار در پرشین کاپ ۲۰۲۲ و ۲۰۲۳ مسابقه داده‌است.
2022 2 friendly Match with KGZ U20 (Men): Iran U20 ۰–۴

## زیر ۱۸ سال
تیم ملی هاکی روی یخ جوانان پسر زیر ۱۸ سال ایران اولین بار در سال ۲۰۲۳ وارد مسابقات بین‌المللی شد و ۵ بازی و ۵ باخت در مسابقات آسیا و اقیانوسیه ثبت کرد.
https://www.iihf.com/en/events/2023/aom18/schedule
ایران ۰–۵ مغولستان
ایران ۱–۱۴ ازبکستان
ایران ۰–۸ تایلند
ایران ۲–۷ امارات
ایران ۱–۱۴ ترکمنستان
اسامی بازیکنان:
https://www.iihf.com/en/events/2023/aom18/teams/roster/42058/iran
players Team Roster
J#  name
۸  JELODARI MAMAGHANI Parsa
۱۱  NOROUZIPANAH Pouya
۱۲  NAGHELI Younes
۱۳  JAFARZADEH Mani
۱۵  HABIBI Iliya
۲۱  DEHGHANI Mahan
۲۲  SALARI Amirhossein
۲۳  ROUZIBIDGOLI Kiarash
۲۵  KAZEMI Erfan
۲۸  ABDOLLAHI Mahbod
۳۱  KAKAVAND Hossein
۳۲  HOSSEINI Maziar
۴۷  ESLAMI Abolfazl
۶۶  MOHAMMADKHANI GANJEH Reza
۷۷  HAMZEH Eilya
۷۸  GHAFOORI Arshia
۸۲  KHALAJ Soheil
۹۷  MOHAMMADKHANI GANJEH Ali
۹۸  JALALI Parsa
۹۹  TAJIK Hossein
pos  shoots / catches  ht (m/ft)  wt (kg/lbs)  dob  club
F  L  ۱٫۷۶/۵'۹  ۶۴/۱۴۱  ۵ اوت ۲۰۰۷  Icebox Iran Mall
F  L  ۱٫۷۳/۵'۸  ۶۰/۱۳۲  ۲۰ اوت ۲۰۰۸  -No Club
F  R  ۱٫۷۸/۵'۱۰  ۶۸/۱۵۰  ۲۰ سپتامبر ۲۰۰۸  Online Tire Tehran
F  L  ۱٫۸۳/۶'۰  ۵۵/۱۲۱  ۱۵ ژوئن ۲۰۰۶  Online Tire Tehran
D  R  ۱٫۷۹/۵'۱۰  ۸۵/۱۸۷  ۳ ژوئن ۲۰۰۷  Icebox Iran Mall
F  R  ۱٫۷۸/۵'۱۰  ۷۰/۱۵۴  ۱۰ اکتبر ۲۰۰۷  Icebox Iran
D  R  ۱٫۷۹/۵'۱۰  ۹۱/۲۰۱  ۱۳ اکتبر ۲۰۰۵  Online Tire
D  L  ۱٫۸۱/۵'۱۱  ۱۰۱/۲۲۳  ۲۵ سپتامبر ۲۰۰۵  Icebox Iran Mall
D  R  ۱٫۷۶/۵'۹  ۷۰/۱۵۴  ۲۴ اوت ۲۰۰۵  -No Club
D  L  ۱٫۷۵/۵'۹  ۸۵/۱۸۷  2 JUL 2005  Icebox Iran Mall
GK  R  ۱٫۷۷/۵'۱۰  ۷۳/۱۶۱  ۱۸ آوریل ۲۰۰۶  Online Tire Tehran
F  L  ۱٫۷۹/۵'۱۰  ۷۰/۱۵۴  ۸ دسامبر ۲۰۰۶  -No Club
F  R  ۱٫۷۵/۵'۹  ۶۳/۱۳۹  ۲۱ مه ۲۰۰۵  Icebox Iran Mall
D  R  ۱٫۷۲/۵'۸  ۷۶/۱۶۸  ۲۶ ژوئن ۲۰۰۷  Online Tire Tehran
F  R  ۱٫۷۸/۵'۱۰  ۶۳/۱۳۹  ۱۸ اکتبر ۲۰۰۵  Online Tire Tehran
F  L  ۱٫۷۷/۵'۱۰  ۸۵/۱۸۷  ۲۳ ژوئن ۲۰۰۵  Online Tire Tehran
GK  L  ۱٫۸۰/۵'۱۱  ۷۵/۱۶۵  ۱۹ نوامبر ۲۰۰۵  Online Tire Tehran
F  R  ۱٫۷۲/۵'۸  ۸۵/۱۸۷  ۲۶ ژوئن ۲۰۰۷  Icebox Iran Mall
D  R  ۱٫۸۱/۵'۱۱  ۷۶/۱۶۸  ۱۳ سپتامبر ۲۰۰۶  Icebox Iran Mall
F  R  ۱٫۷۵/۵'۹  ۵۵/۱۲۱  ۳ دسامبر ۲۰۰۵  Icebox Iran Mall
team officials
name
YAZDANI FARSAD Kayan
SHEIKHJAFARI Mohammadreza
HASSANZADEH Oveis
KALANTARI Sam
function  citizenship  dob
Head Coach  IRI  ۲۵ ژوئن ۱۹۹۶
Assistant Coach  IRI  ۵ ژوئن ۱۹۸۶
General Manager  IRI  23 JUL 1992
Media Manager  IRI  ۲۶ مارس ۱۹۷۶

## پرشین کاپ
دومین دوره رقابتهای هاکی روی یخ پرشین کاپ ایران در بخش مردان از روز چهارشنبه و با حضور ۳ تیم از روسیه و تیمهای ملی بزرگسالان و جوانان کشورمان که با نام رادین تایر و آیس باکس مهیای حضور در این رویداد شده‌اند در پیست یخ ایرانمال آغاز شد که در دیدار افتتاحیه تیم رادین تایر با نتیجه ۹ بر یک مقابل تیم آیس باکس به پیروزی دست یافت.
برای تیم رادین تایر دانیال باقری و کیان فرساد هر کدام ۲ و جلال کیهانفر، امیر حیدری، مازیار قربانی، دانیال ساروقی و فرزاد هوشیدری هرکدام یک گل به ثمر رساندند. ضمن این که تک گل تیم آیس باکس را ماکان رضایی وارد دروازه رادین تایر کرد.
در دومین بازی این مسابقات، تیمهای «آر وی اس سن پیترزبورگ» و رادین تایر ایران (در دومین دیدار یک روز) به مصاف هم رفتند که در این بازی هم تیم ملی ایران در قالب تیم رادین تایر با نتیجه ۱۰ بر ۲ نتیجه را از آن خود کرد.
سومین بازی روز نخست این رقابت‌ها را تیم‌های آیس باکس و هورس مسکو برگزار کردند که در پایان، تیم هورس مسکو ۱۴ بر یک مقابل تیم ملی جوانان ایران «آیس باکس» به برتری رسید.
آخرین دیدار چهارشنبه بین تیم‌های بلک روسیه و آر وی اس سن پیترزبورگ برگزار شد که این بازی هم با نتیجه ۴ بر ۳ به نفع تیم RVS خاتمه یافت.
در دومین روز این رقابت‌ها پنجشنبه ۱۸ خرداد سه بازی برگزار می‌شود و با برگزاری چهار بازی در روز جمعه ۱۹ خرداد پرونده دومین دوره این رقابت‌ها بسته خواهد شد.
در دومین روز رقابت‌های بین‌المللی هاکی روی یخ پرشین کاپ به میزبانی پیست ایرانمال، تیم هاکی روی یخ جوانان ایران که با نام آیس باکس در این رقابت‌ها شرکت کرده‌است در مصاف با تیم بلک راشن (BLACK RUSSIAN) با نتیجه ۳ به ۲ به برتری رسید و به نخستین پیروزی خود در این مسابقات دست یافت.
در دیگر بازی‌های روز پنجشنبه ۱۸ خرداد تیم آر وی اس سن پیترزبورگ با نتیجه ۴ به یک مقابل آیس باکس پیروز شد و تیم هورس مسکو (HORS MOSCOW) با نتیجه ۴ به یک مقابل تیم رادین تایر به برتری رسید.
تیم ملی هاکی روی یخ ایران در قالب تیم رادین تایر در این رقابت‌ها شرکت کرده‌است.
در آخرین روز این مسابقات امروز جمعه ۱۹ خرداد هورس مسکو با بلک راشن، رادین تایر با بلک راشن و هورس مسکو با آر وی اس به مصاف هم می‌روند.
دومین دوره این رقابت‌ها با حضور سه تیم از روسیه و تیم ملی ایران با نام رادین تایر و تیم ملی جوانان در قالب تیم آیس باکس از چهارشنبه در پیست هاکی روی یخ ایرانمال در حال برگزاری است. این رقابت‌ها قرار است هر ساله با حضور تیم‌های مطرح هاکی روی یخ در کشورمان برگزار شود.
این رقابت‌ها قرار است هر ساله با حضور تیم‌های مطرح هاکی روی یخ در کشورمان برگزار شود.
در روز پایانی دومین دوره رقابتهای هاکی روی یخ پرشین کاپ ایران که در بخش مردان و به میزبانی پیست یخ ایرانمال برگزار می‌شد شب گذشته ملی پوشان بزرگسال کشورمان در قالب تیم رادین تایر به مصاف تیم «بلک روسیه» رفتند و با پیروزی ۸ بر ۳ به عنوان نایب قهرمانی این تورنمنت پنج جانبه دست یافتند.
قهرمان این دوره از رقابت‌ها که با حضور ۳ تیم میهمان از کشور روسیه و تیم‌های ملی جوانان و بزرگسالان کشورمان برگزار شد نیز تیم «هورس مسکو» بود که در دیدار پایانی تورنمنت توانست با نتیجه ۱۲ بر ۱ از سد تیم «آر وی اس سنت پترزبورگ» بگذرد.
طبق نتایج و امتیازات بدست آمده، تیم آر وی اس سنت پترزبورگ بر سکوی سوم ایستاد، تیم آیس باکس (ملی پوشان جوان ایران) چهارم شدند و تیم بلک روسیه نیز بعنوان پنجمی دست یافت.
مراسم توزیع مدال، کاپ و هدایای تیم‌های برتر شب گذشته با حضور دکتر نظریان رئیس فدراسیون اسکی و و ورزشهای زمستانی، اعضای هیئت رئیسه انجمن هاکی روی یخ و دست‌اندرکاران مجموعه بازار بزرگ ایرانمال برگزار شد.
گفتنی است، جدول رده‌بندی دومین دوره تورنمت پرشین کاپ به شرح زیر است:
تیم اول: هورس مسکو با ۱۲ امیتاز
تیم دوم: رادین تایر (تیم ملی بزرگسالان ایران) با ۹ امتیاز
تیم سوم: آر وی اس سنت پترزبورگ با ۶ امتیاز
تیم چهارم: آیس باکس (تیم ملی جوانان ایران زیر ۲۰ سال) با ۳ امتیاز
تیم پنجم: بلک روسیه بدون امتیاز